# سارا پونتیگام
سارا پونتیگام (انگلیسی: Sarah Puntigam؛ زادهٔ ۱۳ اکتبر ۱۹۹۲) بازیکن فوتبال اهل اتریش است.
از باشگاه‌هایی که در آن بازی کرده‌است می‌توان به باشگاه فوتبال زنان بایرن مونیخ و باشگاه فوتبال زنان فرایبورگ اشاره کرد.
وی همچنین در تیم‌های ملی فوتبال زنان اتریش بازی کرده‌است.